# Cala Misteri
La cala Misteri és una platja semi-urbana del municipi de Mont-roig del Camp (Baix Camp), situada en un tram de costa rocallosa enfront de Miami Platja, declarat espai natural protegit, entre la cala del Solitari, al nord-est, i la cala de Santa Fe, al sud-oest, amb la que forma una unitat, separades per un apèndix de vegetació natural. Té una longitud de 123 metres i una amplada mitjana de 39 metres, formada per sorra fina i daurada, amb un sector d’aigües de poca fondària, i un altre de més profund. Disposa de serveis de neteja, dutxes i guingueta.

## Toponímia
L'origen del nom de la cala pot estar relacionat amb que era utilitzada pels contrabandistes durant el segles XIX i XX, desembarcant-hi tabac il·legal i amagant-lo en una cova, per traslladar-lo en mules o carros per un barranc proper. També hi ha una història de que als anys 1960, una nena petita va entrar a l'aigua i els seus pares, estiuejants de Saragossa, no la van trobar mai més. Es recorda a la mare, vestida de blanc, passejant durant anys per la platja amb l'esperança de tornar a veure la seva filla.